# Gasr Banat
Gasr Banat ou Gasr Isawi é um sítio arqueológico perto de Bani Walid, na Líbia, e local de um centenário romano antigo ou oppidum "empoleirado". A área também é usada como acampamento semipermanente para nômades. Foi estudado por Graeme Barker em 1984. Evidências de cerâmicas encontradas ao redor do local sugerem que a data de construção foi no século III.